# Periodiska systemet (stort)
Detta är en detaljerad version av periodiska systemet.